# Merciera
Merciera es un género de plantas  perteneciente a la familia Campanulaceae. Es originario de Sudáfrica en Provincia del Cabo. Comprende 8 especies descritas y de estas, solo 6 aceptadas.

## Taxonomía
El género fue descrito por Alphonse Pyrame de Candolle y publicado en Monographie des Campanulées 369. 1830. La especie tipo es: Merciera tenuifolia A.DC.

## Especies aceptadas
A continuación se brinda un listado de las especies del género Merciera aceptadas hasta octubre de 2013, ordenadas alfabéticamente. Para cada una se indica el nombre binomial seguido del autor, abreviado según las convenciones y usos.
- Merciera azurea Schltr.
- Merciera brevifolia A.DC.
- Merciera eckloniana Buek
- Merciera leptoloba A.DC.
- Merciera tenuifolia A.DC.
- Merciera tetraloba Cupido